# 日ノ出町 (栃木市)
日ノ出町（ひのでちょう）は、栃木県栃木市の地名。郵便番号は328-0031。
　

## 地理
栃木地区東部に位置し、東は今泉町、西は万町、南は本町・神田町、北は平柳町・泉町と接している。

## 世帯数と人口
2017年（平成29年）8月31日現在の世帯数と人口は以下の通りである。
| 町丁     | 世帯数  | 人口    |
| -------- | ------- | ------- |
| 日ノ出町 | 472世帯 | 1,061人 |

## 施設
公共
- 栃木市民会館
- 栃木勤労者体育センター
- 栃木市技能センター

教育
- 栃木市立栃木東中学校

その他
- サンコーポラス栃木日ノ出

## 交通

### バス
蔵の街観光バス
■蔵の街循環「のらっせ号」
- (9) 日ノ出町五差路南

### 道路
主要地方道
- 栃木県道2号宇都宮栃木線（宇都宮街道）
- 栃木県道44号栃木二宮線（小金井街道）

## 小・中学校の学区
市立小・中学校に通う場合、学区は以下の通りとなる。
| 番地 | 小学校                 | 中学校               |
| ---- | ---------------------- | -------------------- |
| 全域 | 栃木市立栃木中央小学校 | 栃木市立栃木東中学校 |